# Sassari-Cagliari
Sassari-Cagliari est une ancienne course cycliste italienne disputée de 1948 à 1983 entre Sassari et Cagliari en Sardaigne. Elle a porté différents noms durant son histoire : GP Alghero de 1965 à 1967, Monte Urpino en 1975 et Cagliari-Sassari en 1951, 1980 et 1982.
En 2010 et 2011, la Classica Sarda Sassari-Cagliari lui succède.

## Palmarès
| Année | Vainqueur              | Deuxième                 | Troisième             |
| ----- | ---------------------- | ------------------------ | --------------------- |
| 1948  | Adolfo Leoni           | Luciano Maggini          | Giovanni Corrieri     |
| 1949  | Italo De Zan           | Vincenzo Rossello        | Marcello Paolieri     |
| 1951  | Renzo Soldani          | Gino Bartali             | Giancarlo Astrua      |
| 1952  | Giovanni Corrieri      | Mario Baroni             | Danilo Barozzi        |
| 1953  | Fiorenzo Magni         | Giuseppe Minardi         | Giovanni Corrieri     |
| 1954  | Hugo Koblet            | Stefano Gaggero          | Remo Bartalini        |
| 1955  | Donato Piazza          | Vincenzo Zucconelli      | Bruno Monti           |
| 1956  | Nello Fabbri           | Giuseppe Pintarelli      | Bruno Monti           |
| 1957  | Fred De Bruyne         | Rik Van Looy             | Guido Boni            |
| 1959  | Edgard Sorgeloos       | Vito Favero              | Guido Carlesi         |
| 1960  | Miguel Poblet          | Rik Van Looy             | Rino Benedetti        |
| 1962  | Guido Carlesi          | Livio Trapè              | Franco Magnani        |
| 1963  | Battista Babini        | Antonio Suárez           | Luigi Mele            |
| 1964  | Edgard Sorgeloos       | Antonio Suárez           | Guido Carlesi         |
| 1965  | Rik Van Looy           | Edward Sels              | Jean Graczyk          |
| 1966  | Pasquale Fabbri        | Gampiero Macchi          | Adriano Durante       |
| 1967  | Robert Lelangue        | Henri De Wolf            | Evert Dolman          |
| 1968  | Franco Bitossi         | Jos van der Vleuten      | Eddy Merckx           |
| 1969  | Vittorio Adorni        | Giuseppe Milioli         | Luigi Sgarbozza       |
| 1970  | Rudi Altig             | Attilio Rota             | Giacinto Santambrogio |
| 1971  | Albert Van Vlierberghe | Guido Reybrouck          | Patrick Sercu         |
| 1972  | Giancarlo Polidori     | Romano Tumellero         | Patrick Sercu         |
| 1973  | Patrick Sercu          | Marino Basso             | Franco Ongarato       |
| 1974  | Giancarlo Polidori     | Wilmo Francioni          | Joseph Bruyère        |
| 1975  | Eddy Merckx            | Gianbattista Baronchelli | Roland Salm           |
| 1976  | Roger De Vlaeminck     | Franco Bitossi           | Gary Clively          |
| 1977  | Ercole Gualazzini      | Pierino Gavazzi          | Felice Gimondi        |
| 1978  | Roger De Vlaeminck     | Giuseppe Martinelli      | Franco Bitossi        |
| 1980  | Serge Parsani          | Claudio Torelli          | Carmelo Barone        |
| 1982  | Alfons De Wolf         | Pierangelo Bincoletto    | Giovanni Mantovani    |
| 1983  | Giuseppe Saronni       | Giovanni Mantovani       | Frits Pirard          |